# Нежнур
Нежнур (горномар. Нежныр) — село в Килемарском районе республики Марий Эл Российской Федерации. Входит в состав и является административным центром Нежнурского сельского поселения.
Численность населения — 362 чел. (2010 год).

## География
Нежнур располагаются у истока реки Нежнурки — левого притока Рутки, в 25 км на северо-запад от административного центра Килемарского района — пгт Килемары, на границе республики Марий Эл, Кировской и Нижегородской области.

## История
Нежнур впервые упоминается в «Ведомостях о селениях Вятского наместничества на 1782 год». Административно деревня относилась к Кундышской волости Царевосанчурского округа. Затем входила в Устинско-Удюрминскую волость Яранского уезда (1829 год), Шарангский район Вятской губернии (1920 год), Горномарийский район Марийской автономной области (1931 год).
В 1855 году Нежнур с открытием деревянной церкви получил статус села. В 1870—1877 годах вместо деревянного был построен каменный пятиглавый храм с главным престолом во имя святителя Николая Мирликийского, боковыми — в честь пророка Илии и святого мученика Власия.
С приходом советской власти служба в храме прекратилась в 1936 году, в 1940 году церковь была закрыта, в дальнейшем — частично разрушена. Приход был возрожден в 1995 году, в 1999 году в восстановленной церкви здесь было совершено первое богослужение.

## Население
| 2010 |
| ---- |
| 362  |

## Известные уроженцы
Толстова Анна Афанасьевна (1913—1978) — советский государственный и хозяйственный деятель. Депутат Верховного Совета СССР 1-го созыва (1937—1946). Член ВКП(б).

## Современное положение
В селе располагается администрация сельского поселения. Работает Нежнурская средняя общеобразовательная школа, детский сад, сельский дом культуры, библиотека — филиал № 2 Килемарской ЦБС, фельдшерско-акушерский пункт, магазины.
Жилищный фонд в 2011 году представлен многоквартирными (13 квартир) и индивидуальными жилыми домами усадебного типа (116 домов). Дома обеспечены централизованным водоснабжением. Централизованное водоотведение отсутствует. Школа, администрация и дом культуры обеспечены централизованным теплоснабжением. Село не газифицировано, газ поставляется в баллонах.
С 1967 года в Нежнуре установлен памятник-обелиск в честь воинов, погибших в годы Великой Отечественной войны.
В селе расположен объекта культурного наследия регионального значения — памятник истории и архитектуры Церковь святителя Николая Чудотворца, принятый на государственную охрану постановлением Правительства Республики Марий Эл № 162 от 27 июня 2007 года.